# Wiederode
Koordinaten: 51° 56′ 9,2″ N, 10° 31′ 44,4″ O

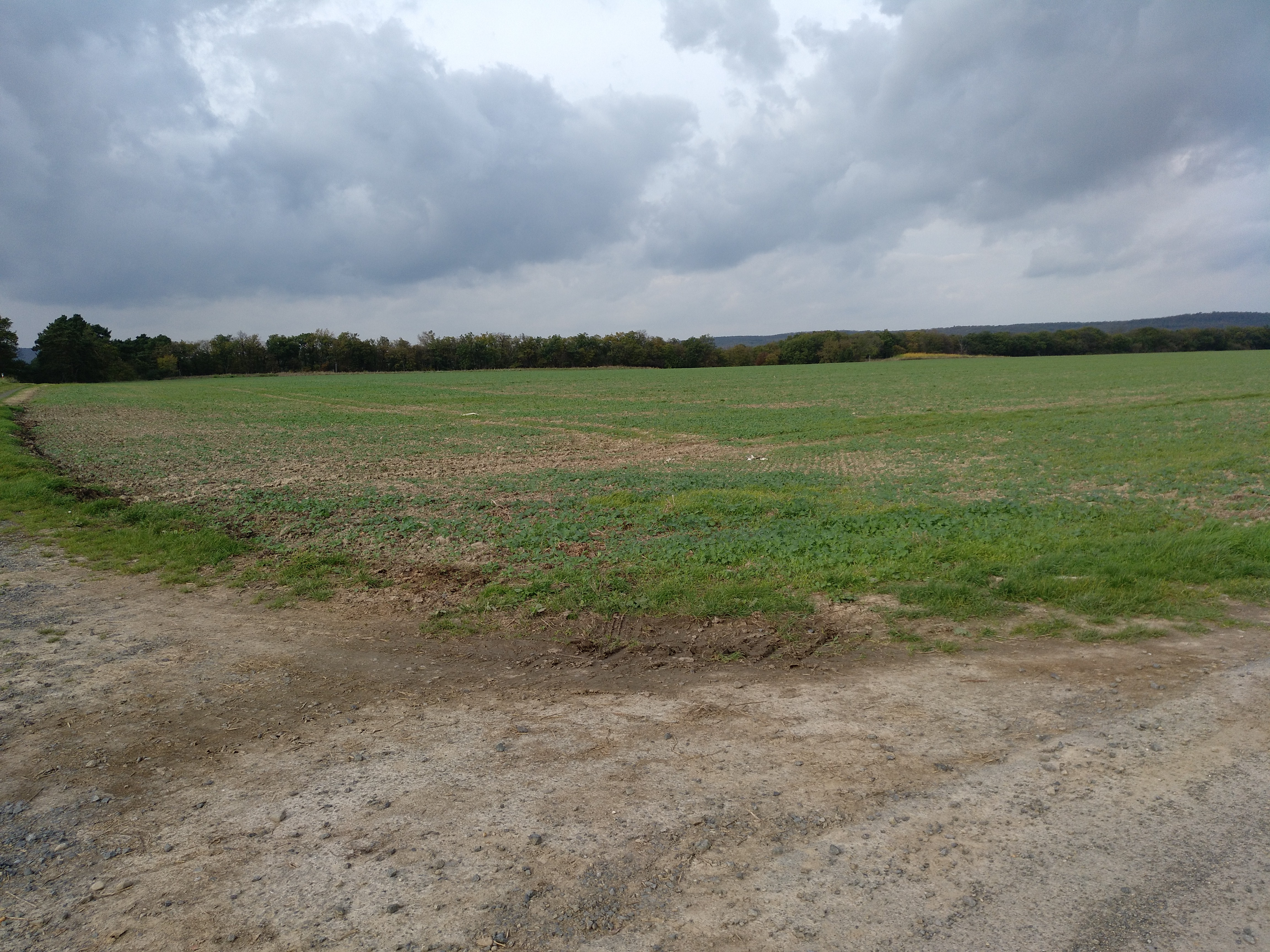
Ungefähre Position von Wiederode in den Wiederöder Bergen zwischen Harlingerode und Vienenburg

Wiederode (auch Wenderode, älterer Name: Winetherode, Aussprache des th als [⁠θ⁠] oder [⁠ð⁠]) ist eine Wüstung auf dem Gebiet der heutigen Stadt Goslar.

## Geografie
Die Wüstung befindet sich auf einem Flurstück östlich der heutigen Bahnstrecke Vienenburg–Goslar, zwischen den Orten Harlingerode im Süden und Vienenburg im Norden. Ein kleiner Waldstreifen durchquert das Areal, das wiederum im Westen durch den Hurlebach begrenzt wird. Nur wenige hundert Meter nordwestlich der Wüstung befindet sich ein stillgelegtes Bahnwärterhaus, das noch im 20. Jahrhundert in Betrieb und bis Juli 2016 intakt war, als es niederbrannte und als Brandruine endete.
Das Gebiet auf der Wüstung besteht aus den Hügeln Kleiner Wiederöder Berg und Großer Wiederöder Berg, zwischen denen die Grenze zwischen dem Freistaat Braunschweig und Preußen verlief, die noch heute die Grenze zwischen den Städten Goslar und Bad Harzburg bildet. 

## Geschichte

### Etymologie
Die Bedeutung des Namens Winetherode beziehungsweise Wiederode abseits der Endung -rode ist nicht sicher. Die eine Version bezieht sich auf das niederdeutsche Wort wende, wenne für „Wendung“, „Grenze“ und verweist darauf, dass sich Wiederode in der Grenzregion des Harzgaus befunden hat. Eine andere Variante stellt hingegen eine Verbindung zu den Wenden und somit slawischen Völkern her, die zwar nie dominant diese Region bewohnten, aber sich dennoch aus der Germania Slavica in bereits länger germanisch besiedeltem Gebiet niederließen, was insbesondere in Anbetracht des Namens der benachbarten Wüstung Düringerode (Thüringer) nicht abwegig ist. Möglicherweise ist der Name deckungsgleich mit dem östlich von Vienenburg bestehenden Wennerode, das auf älteren preußischen Karten des 19. Jahrhunderts noch „Wenderode“ geheißen hat.

### Frühgeschichte
Wie auch bei vielen anderen Rodungsorten in der Region ist der Gründungsursprung Winetherodes im 9. bis 10. Jahrhundert zu suchen.
In einem Artikel des Harz-Vereins für Geschichte und Altertumskunde aus dem Jahre 1908 findet die Wüstung genaue Erwähnung: So habe es sich freilich nur um einen kleinen Weiler gehandelt, dessen Mühle sich am Hurlebach befand. Dass keinerlei Steinlager abseits des Mauerwerks einer Kapelle gefunden wurden, wird damit erklärt, dass es sich bei den Wohnhäusern um Lehmbauten gehandelt habe. Der Fund von Knochen und Schädeln belegt die Existenz eines festen Friedhofs an der Stelle.
Wiederode fiel zwischen 1281 und 1286 wüst. In dem letztgenannten Jahr wird die Ortschaft als „Woste Wenderode“ (Wüstwiederode) bezeichnet.

### Neuzeit
Die Bezeichnung Wiederöder Berge belegt bis heute die einstige Existenz des Dorfes, und im kollektiven Gedächtnis schien sich die Präsenz der Ortschaft noch lange nach ihrem Verschwinden gehalten zu haben. 
Der Harlingeröder Superintendent Eggers bemerkte Ende des 18. Jahrhunderts: 
„Nahe bei der Oker im Steinfelde, und zwar im Hildesheimischen Territorio, befinden sich Todten Köpfe u. Knochen in großer Menge, und man sagt, daß vormals daselbst ein Dorf gelegen sen, und daß diese Stelle der Kirchhof gewesen wäre.“

## Namensstreit
Im alten Harlingeröder Volksglauben ist die Rede von einer Wüstung namens Harlierode: Der Sage nach verließen dessen Einwohner das Dorf und gründeten weiter südlich auf dem heutigen Kirchbrink die neue Siedlung Heregeltingeroth (Harlingerode). Da es sich bei Harlingerode seit 1053 um ein Vorwerk des Goslarer Domstifts handelte und die Endung -ingerode auf eine höchstens 150 Jahre frühere Gründung schließen lässt, müsste es sich hier um eine sehr alte Wüstung handeln, die zudem denselben Bestimmungsnamen wie das heutige Harlingerode trüge. Der Lokalhistoriker Hilmar von Strombeck ging im Jahre 1873 sogar noch weiter und deutete, falls diese Theorie wahr ist, dass „Neu-Harlingerode“ auch die Einwohnerschaft des vorher ebenfalls untergegangenen Jettgerode/Göttingerode umfasst. Problematisch ist hier aber, dass Göttingerode erst nach Harlingerode erwähnt wurde und zudem Belege für eine Existenz der alten Siedlung bis ins 15. Jahrhundert vorliegen.
Alternativ wird eine Identität mit der Wüstung Isingerode erwogen, dessen Position nicht einwandfrei festgestellt werden konnte.